# Bengbulang
Bengbulang is een bestuurslaag in het regentschap Cilacap van de provincie Midden-Java, Indonesië. Bengbulang telt 3679 inwoners (volkstelling 2010).